# Petrușkî, Kiev-Sveatoșîn
Petrușkî (în ucraineană Петрушки) este o comună în raionul Kiev-Sveatoșîn, regiunea Kiev, Ucraina, formată numai din satul de reședință.

## Demografie
Componența lingvistică a comunei Petrușkî
     Ucraineană (95,52%)
     Rusă (4,04%)
     Alte limbi (0,45%)
Conform recensământului din 2001, majoritatea populației comunei Petrușkî era vorbitoare de ucraineană (95,52%), existând în minoritate și vorbitori de rusă (4,04%).